# Footwork FA13
Chronologie des modèles (1992-1993)
Footwork FA12C Footwork FA14
La Footwork FA13 est la monoplace de Formule 1 engagée par l'écurie britannique Footwork Racing dans le cadre du championnat du monde de Formule 1 1992. Elle est pilotée par l'Italien Michele Alboreto et le Japonais Aguri Suzuki. En 1993, une version B de la FA13 est engagée pour les deux premières manches du championnat, en attendant la préparation de la FA14. Alboreto est alors remplacé par le Britannique Derek Warwick.

## Historique
La FA13 se révèle être une monoplace très fiable, ses abandons étant généralement causés par des erreurs de pilotage de la part de Suzuki et Alboreto. Le pilote italien marque tous les points de son écurie en 1992, en terminant sixième au Brésil, puis cinquième en Espagne et à Saint-Marin, et enfin sixième au Portugal. L'Italien domine Suzuki tout au long de la saison, le Japonais échouant même à se qualifier à deux reprises.
En 1993, la FA13B est engagée pour les deux premières manches de la saison, la seule évolution notable résidant dans l’amélioration de la puissance de son moteur V10. Alboreto, parti au sein de la Scuderia Italia, est remplacé par Derek Warwick pour épauler Aguri Suzuki, soutenu par Mugen-Honda. Lors de ces deux épreuves, seul Warwick rallie l'arrivée, hors des points, tandis que Suzuki abandonne à la suite d'accrochages. La FA13B est remplacée par la FA14 à compter du Grand Prix de Saint-Marin.

## Résultats en championnat du monde de Formule 1

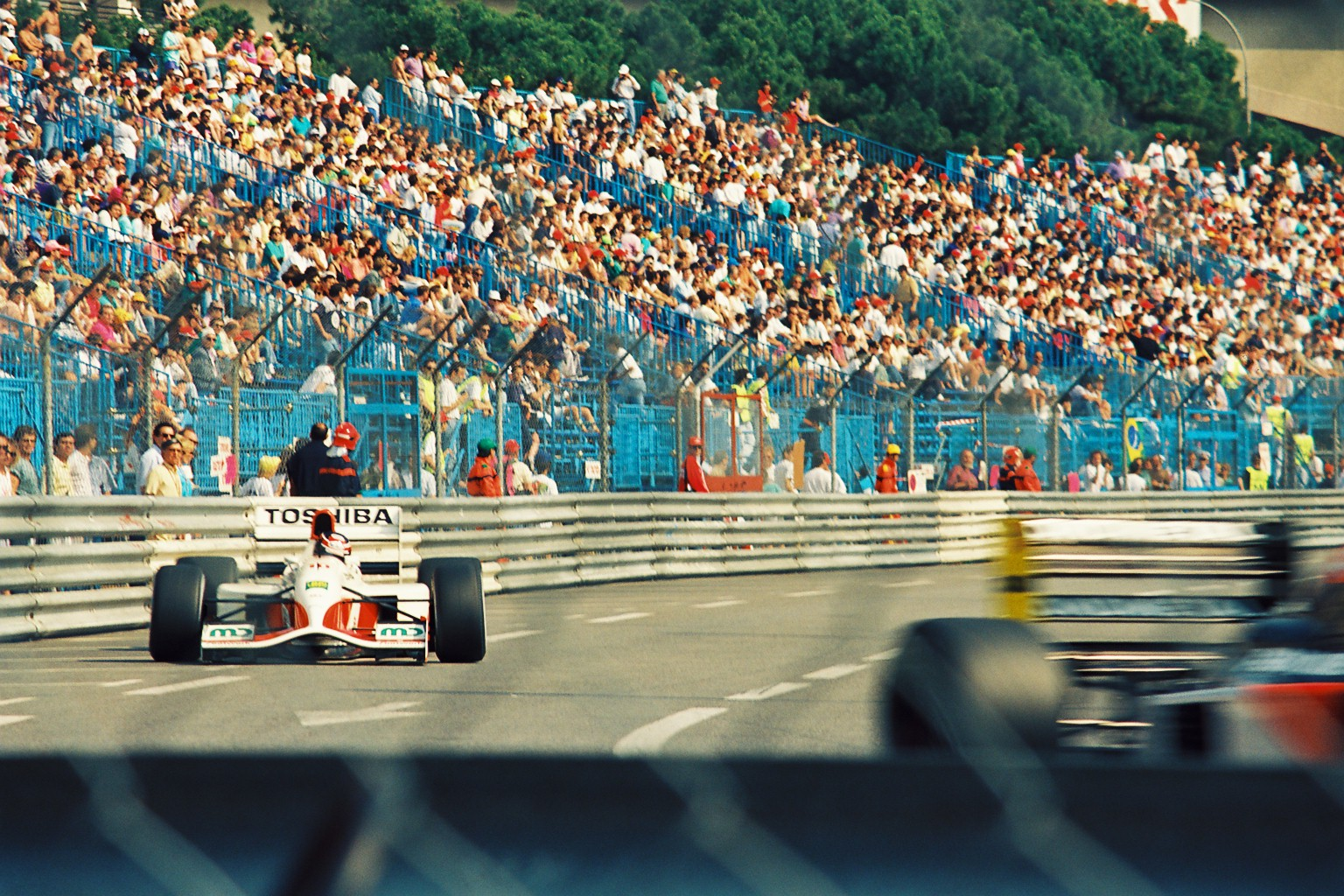
Aguri Suzuki à bord de la Footwork FA13 lors du Grand Prix de Monaco 1992.

| Saison | Écurie               | Moteur                   | Pneus    | Pilotes          | Courses | Courses | Courses | Courses | Courses | Courses | Courses | Courses | Courses | Courses | Courses | Courses | Courses | Courses | Courses | Courses | Points inscrits | Classement |
| Saison | Écurie               | Moteur                   | Pneus    | Pilotes          | 1       | 2       | 3       | 4       | 5       | 6       | 7       | 8       | 9       | 10      | 11      | 12      | 13      | 14      | 15      | 16      | Points inscrits | Classement |
| ------ | -------------------- | ------------------------ | -------- | ---------------- | ------- | ------- | ------- | ------- | ------- | ------- | ------- | ------- | ------- | ------- | ------- | ------- | ------- | ------- | ------- | ------- | --------------- | ---------- |
| 1992   | Footwork Mugen Honda | Mugen-Honda V10 MF-351H  | Goodyear |                  | AFS     | MEX     | BRÉ     | ESP     | SMR     | MON     | CAN     | FRA     | GBR     | ALL     | HON     | BEL     | ITA     | POR     | JAP     | AUS     | 6               | 7e         |
| 1992   | Footwork Mugen Honda | Mugen-Honda V10 MF-351H  | Goodyear | Michele Alboreto | 10      | 13      | 6       | 5       | 5       | 7       | 7       | 7       | 7       | 9       | 7       | Abd     | 7       | 6       | 15      | Abd     | 6               | 7e         |
| 1992   | Footwork Mugen Honda | Mugen-Honda V10 MF-351H  | Goodyear | Aguri Suzuki     | 8       | Nq.     | Abd     | 7       | 10      | 11      | Nq.     | Abd     | 12      | Abd     | Abd     | 9       | Abd     | 10      | 8       | 8       | 6               | 7e         |
| 1993   | Footwork Mugen Honda | Mugen-Honda V10 MF-351HB | Goodyear |                  | AFS     | BRÉ     | EUR     | SMR     | ESP     | MON     | CAN     | FRA     | GBR     | ALL     | HON     | BEL     | ITA     | POR     | JAP     | AUS     | 4*              | 9e         |
| 1993   | Footwork Mugen Honda | Mugen-Honda V10 MF-351HB | Goodyear | Derek Warwick    | 7       | 9       |         |         |         |         |         |         |         |         |         |         |         |         |         |         | 4*              | 9e         |
| 1993   | Footwork Mugen Honda | Mugen-Honda V10 MF-351HB | Goodyear | Aguri Suzuki     | Abd     | Abd     |         |         |         |         |         |         |         |         |         |         |         |         |         |         | 4*              | 9e         |

Légende : ici 
- * 4 points marqués en 1993 avec la Footwork FA14.